# Bhawanigarh
Bhawanigarh é uma cidade  no distrito de Sangrur, no estado indiano de Punjab.

## Geografia
Bhawanigarh está localizada a 30° 16′ N, 76° 02′ L. Tem uma altitude média de 241 metros (790 pés).

## Demografia
Segundo o censo de 2001, Bhawanigarh tinha uma população de 17,780 habitantes. Os indivíduos do sexo masculino constituem 53% da população e os do sexo feminino 47%. Bhawanigarh tem uma taxa de literacia de 62%, superior à média nacional de 59.5%; a literacia no sexo masculino é de 66% e no sexo feminino é de 57%. 12% da população está abaixo dos 6 anos de idade.